# 希尔克内斯站
希尔克内斯车站（挪威語：Kirkenes stasjon）是挪威一个已经停止运营的火车站，位于挪威南瓦朗厄爾的希尔克内斯市，是希尔克内斯-比约内湖铁路的首末站。虽然这条线路仍然存在，但它不再提供客运服务，而是将铁矿石从附近的矿山运输到希尔克内斯港。